# Hymenagaricus
Hymenagaricus es un género de hongos Agaricales, perteneciente a la familia Agaricaceae.

## Especies
- Hymenagaricus alphitochrous
- Hymenagaricus caespitosus
- Hymenagaricus fuscobrunneus
- Hymenagaricus hymenopileus
- Hymenagaricus nigrovinosus
- Hymenagaricus ochraceoluteus
- Hymenagaricus pallidodiscus
- Hymenagaricus taiwanensis